# Đặng Long

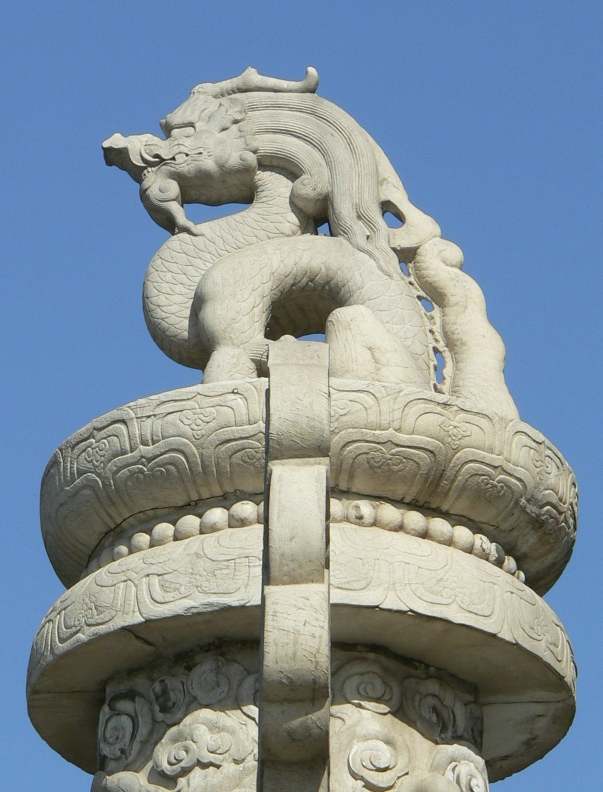
Đặng Long trên hoa biểu

Đặng Long, Vọng Thiên Hống, Triêu Thiên Hống hay Hống là một sinh vật huyền thoại trong thần thoại Trung Quốc. Đặng Long có 10 đặc điểm giống động vật: sừng hươu, đầu lạc đà, tai mèo, mắt tôm, miệng lừa, bờm sư tử, cổ rắn, bụng thận, vảy cá chép, chân trước đại bàng và chân sau hổ.

## Truyền thuyết
Truyền thuyết kể rằng, Đặng Long là một trong những người con của Long, có thói quen đứng gác. Thường được đặt trên các cột hoa biểu, do có thói quen ngẩng lên trời mà rống, nên nó tượng trưng cho việc gửi những thông điệp của thiên đình tới con người và ngược lại, gửi những lời nguyện cầu của con người tới thiên đình. Cũng có truyền thuyết nói rằng, Quán Thế Âm cưỡi trên Đặng Long, do đó nó có tên là Triêu Thiên Hống. Trong Thuật dị ký lại viết, Đặng Long là một sinh vật sống tại biển Hoa Đông, ăn não rồng, bay trên trời và rất hung dữ. Khi chiến đấu với rồng, nó có thế phun ra lửa mấy trượng để đánh bại con rồng. Vào mùa hè năm Khang Hi thứ 25, ba con giao long và hai con rồng đã chiến đấu với Đặng Long, sau khi giết chết một con rồng và hai con giao long, Đặng Long đã bị giết chết và rơi xuống một thung lũng, thân dài mấy trượng, giống ngựa, có vảy. Sau khi chết, những chiếc vảy bay lên trong ngọn lửa.

## Tượng trưng
Đặng Long mang đến các hiện tượng thiên văn mang lại hòa bình và thịnh vượng, do đó được nhiều hoàng đế thờ phụng. Khi có Đặng Long ở bên, nó có thể giúp các vị vua phân biệt chính nghĩa và tà ác, đảm bảo đất nước thịnh vượng lâu dài. Sau khi hoàng đế qua đời, Đặng Long sẽ ở bên và giúp liên lạc giữa cõi sống và cõi chết, giúp hoàng đế vượt qua kiếp luân hồi khác. Do đó, Đặng Long được xem là tượng trưng cho sự công bằng và đạo đức. Đặng Long được tôn sùng là một thần thú vĩ đại tại Trung Quốc vì nó giúp xua đuổi tà ác khỏi chủ nhân, chống lại những ước muốn xấu xa, xua tan vận xấu, chiêu tài và bảo vệ tiền tài. Đó là lý do vì sao nó được khắc trên các hoa biểu tại Quảng trường Thiên An Môn và được thờ phụng cùng với tổ tiên người Trung Quốc.